# ГЕС Холен ІІІ
ГЕС Холен ІІІ — гідроелектростанція на півдні Норвегії, дещо менше ніж за сотню кілометрів на північний схід від Ставангера. Знаходячись перед ГЕС Brokke, становить одну зі станцій верхнього ступеню (поряд з ГЕС Холен І-ІІ та ГЕС Скарг) каскаду на річці Отра, яка впадає до протоки Скагеррак у Крістіансанні.
Водозбірна площа станції знаходиться між озером Blasjoen на заході (гідровузол Ulla-Forre) та верхньою течією Отри на сході (використовується ГЕС Холен І-ІІ). Резервуари станції Холен ІІІ створені у сточищі правих приток Отри Loyningsani та Bossvassai (на північ від останньої).
Північніше за інші знаходиться найбільший резервуар Urarvatn, котрий утворився об'єднанням двох озер, через які протікала річка Uraani, яка впадає праворуч до Loyningsani на ділянці озера Vatnedalsvatn (головний резервуар нещодавно згаданої ГЕС Холен І-ІІ). Оскільки схемою станції передбачалась деривація зі сточища Uraani, розташоване нижче по її течії озеро Lille Urarvatn отримало коливання поверхні в діапазоні 24 метри (від 1151 до 1175 метрів НРМ), тоді як розташоване вище Store Urarvatn може змінювати свій рівень навіть більше — на 34 метри (від 1141 до 1175 метрів НРМ). Це досягається активним здреновуванням котловини Store Urarvatn на 19 метрів нижче за природний поріг зі спрямовуванням води у дериваційний тунель. Lille Urarvatn також здреновується нижче свого порогу, але лише на 2,5 метри, при цьому скидання ресурсу з його котловини відбувається у напрямку, протилежному до природної течії Uraani — до Store Urarvatn під час знаходження останнього на низьких рівнях.
Можливо відзначити, що озера Urarvatn регулювались ще до створення у 1980-х схеми ГЕС Холен ІІІ. Тоді вони так само здреновувались нижче природних порогів, однак у «звичайному» напрямку — розташоване вище Store на 8 метрів (до 1152 метра НРМ), тоді як розміщене нижче Lille аж на 5 метрів (до 1149 метра НРМ). Це забезпечувало накопиченні в них 65,4 та 2,1 млн м3 води відповідно.
Для створення об'єднаного сховища Urarvatn на виході з Lille Urarvatn спорудили кам'яно-накидну греблю висотою 40 та довжиною 150 метрів, яка потребувала 160 тис. м3 матеріалу. Разом з іншими описаними вище заходами це дозволило утворити резервуар з корисним об'ємом 253 млн м3.
На південний схід від Urarvatn знаходиться сховище Reinevatn, створене на Reinevassani, лівій притоці Skargjesani, котра в свою чергу є лівою притокою Bossvassai. Його максимальний рівень такий же, як і в розташованому за водорозідлом Urarvatn — 1175 метрів НРМ, а мінімальний знаходиться на позначці 1165 метрів НРМ, що дає регульований діапазон у 10 метрів (на дві третини за рахунок здреновування нижче природного порогу).
А південніше від Urarvatn на Skargjesani знаходиться сховище Skarjesvatn. Воно має більш низький рівень ніж попередні – від 1075 до 1079 метрів НРМ, тому для підкачки звідси ресурсу працює насосна станція Skarje. Вона споруджена у підземному виконанні, має три агрегати по 2,8 МВт, споживає за рік 4,4 млн кВт-год електроенергії та може забезпечувати підйом води на 100 метрів.
Від Urarvatn у південному напрямку прямує головний дериваційний тунель довжиною 13 км, який на своєму шляху підхоплює ресурс з Reinevatn та від насосної станції Skarje. Тунель виходить до машинного залу поблизу північного берега сховища Bossvatn, створеного на Bossvassai дещо вище від впадіння в Отру.
Машинний зал обладнаний однією турбіною типу Френсіс потужністю 154 МВт, яка працює при напорі від 590 до 680 метрів (влітку цей показник не перевищує 645 метрів через встановлені ліцензією умови щодо мінімального рівня у нижньому б'єфі). Це дозволяє виробляти 275 млн кВт-год електроенергії на рік.
Відпрацьована вода відводиться до сховища Bossvatn.
Можливо відзначити, що машинний зал станції розташований разом з аналогічною спорудою ГЕС Холен І-ІІ.